# Heatlie Dávid
Heatlie Dávid (Budapest, 1992. május 30. –) magyar énekes, dobos, zeneszerző, a Neoton Família Sztárjai, a Groovehouse és a Blue Tips dobosa, a 2019-es Eurovíziós Dalfesztivál magyarországi előválogatójának és A Dal 2022 tehetségkutató műsornak a résztvevője.

## Életpályája
Édesanyja Csepregi Éva, a Neoton Família zenekar énekesnője. Édesapja a skót származású dalszerző Bob Heatlie. Szülei 1985-ben találkoztak. Amikor egy koncert erejéig összeállt a Neoton Família 2005-ben a Puskás Ferenc Stadionban, 13 évesen beült a dobok mögé. Azóta a Neoton Sztárjai koncerteken is fel szokott lépni. Emellett a Suburband dobosa, a Get Free zenekar énekese, dobosa és frontembere. 2018-ban Sarkadi-Szabó Emesével és édesanyjával közösen megírta a Titok című dalt, melyet Csepregi Éva adott elő.
2018. december 3-án bejelentették, hogy bejutott a Duna eurovíziós dalválasztó műsorába, A Dal 2019-be La Mama Hotel című dalával, melyet saját maga szerzett Turóczi Péterrel közösen.
2021-ben szerepelt a TV2 Farm VIP című műsorában. 2021. december 14-én bejelentették hogy bejutott a Duna tehetségkutató műsorába, A Dal 2022-be Hideg fény című dalával.

## Diszkográfia

### Kislemezek
- I Drink Only Water at Parties (2017)
- La Mama Hotel (2018)
- Hideg fény (2021)

### Nagylemezek
- Szevasz Panasz (2012)
- Empire (2018)